# Uggerby Husflid
Bei der Uggerby Husflid Voksenundervisning (deutsch Uggerby Handarbeit-Erwachsenenbildung) handelt es sich um eine in der norddänischen Gemeinde Bjergby (Hjørring Kommune) angesiedelte Kunsthandwerkschule.

## Geschichte
Die Gründung des Instituts erfolgte maßgeblich auf Initiative von Ivar Mørch (1900–1986), einem Zimmermann, Schreiner und Maurer aus Tversted. Am 11. November 1926 konnte der Lehrbetrieb mit zunächst zwei Dozenten aufgenommen werden.
1945 wurde für 300 Kronen eine ehemals deutsche Baracke in Uggerby erworben, die 1959 um einen Anbau erweitert wurde. 2013 waren etwa 90 Studierende für die unterschiedlichen Kurse eingeschrieben. Wegen Baufälligkeit musste das Gebäude Ende Februar 2016 aufgegeben werden, woraufhin der Umzug in das sieben Kilometer Luftlinie entfernte ehemalige Altenheim „Solhjem“ in Bjergby erfolgte. Dort hatten Anwohner das Gemeinschaftszentrum „Aktivitetshuset Solhjem“ eingerichtet, in dem die Uggerby Husflid Voksenundervisning etwa 200 Quadratmeter Nutzfläche mietete.
Regelmäßig stellen die Studierenden ihre künstlerischen Erzeugnisse in unterschiedlichen Bürgerhäusern und Galerien der Region aus. Im März 2018 wurden folgende Kurse angeboten, die über einen Zeitraum von jeweils zehn Wochen mit drei Terminen pro Woche laufen:
- Drechseln
- Flechten von Korbwaren
- Spinnen am Spinnrad
- Blumenbinden
- Leder- und Pelznäherei
- Garnfärben mit Pflanzenfarben
- Acrylmalerei

Die Schule ist Mitglied im landesweiten Verbund Fora, einem Zusammenschluss zahlreicher Institutionen der kreativen, musischen sowie kulturellen Erwachsenenbildung.